# 彗星スクリプト
『彗星スクリプト』（すいせい-）は、中原麻衣の3作目のオリジナルアルバム。2010年9月22日にLantisのGloryHeavenレーベルから発売された。

## 解説
前作『メトロノームエッグ』から3年ぶりとなるフルアルバム。今作からランティス内のGloryHeavenレーベルからのリリースとなる。
表題は「彗星」と「スクリプト」を混ぜ合わせた造語である。
今作では作詞にこだまさおりが参加している。

## 収録曲
1. タイムカプセル [3:29]
作詞：こだまさおり、作曲：TSUKASA、編曲：川端良征
2. Sweet Madrigal [4:08]
作詞：こだまさおり、作曲：川副克弥、編曲：渡辺和紀
3. Candid Girl [5:18]
作詞：こだまさおり、作曲・編曲：平田祥一郎
4. Halation city [3:20]
作詞：こだまさおり、作曲：TSUKASA、編曲：川端良征
5. ぐるぐる [4:21]
作詞・作曲・編曲：渡辺和紀
6. Hidden emotions [3:37]
作詞：SUIMI、作曲・編曲：渡辺泰司
7. 青イ鳥、消エタ [4:17]
作詞：こだまさおり、作曲：TSUKASA、編曲：川端良征
8. It's OK! [4:17]
作詞・作曲・編曲：川崎里実
9. my starry boy [4:21]
作詞：こだまさおり、作曲：小松寛史、編曲：渡辺和紀
  - テレビアニメ『れでぃ×ばと!』エンディングテーマ
10. We May Dream [3:53]
作詞：こだまさおり、作曲：小松寛史、編曲：市川淳